# Danville, Pennsylvania
Danville är administrativ huvudort i Montour County i delstaten Pennsylvania. Enligt 2010 års folkräkning hade Danville 4 699 invånare.